# سانتا لوزيا، مارانهاو
سانتا لوزيا بلدية في ولاية مارانهاو في المنطقة الشمالية الشرقية من البرازيل.